# Нэморита
Нэморита (англ. Namorita) — вымышленная супергероиня американских комиксов издательства Marvel Comics. Она является мутировавшим клоном её матери Нэморы, союзником Нэмора, а также участницей таких команд, как Новые Воины и Фантастическая четвёрка. С момента своего первого появления в комиксах Нэморита появилась в других медиа продуктах, включая мультсериалы и видеоигры.

## История публикаций
Нэморита дебютировала в комиксе в Sub-Mariner #50 (Июнь 197) и была создана художником-сценаристом Биллом Эвереттом.

## Биография
Нэморита родилась в семье Нэморы, кузины принца Нэмора из Атлантиды. В тайне от своего мужа Талана, Нэмора забеременела в результате генетических экспериментов атлантийского учёного Вырры, который имплантировал девушке её собственного клона, состоящего из генов величайших воинов Атлантиды. Талан умер, когда Нэморите было три года, после чего они с Нэморой переехали в Лемурию. В конце концов Нэмора влюбилась в правителя Лемурии Мерро. Тем не менее, соперница Нэморы, Ллира, отравила Нэмору, когда Нэморита была ещё подростком. Ллира села на трон Лемурии, а Нэморита осталась на её попечении, подозревая правительницу в смерти Нэморы, но не имея возможности доказать свою версию.
В какой-то момент Ллира затеяла заговор против Нэмора и вынудила Нэмориту заманить правителя Атлантиды в ловушку. Нэмор сорвал их планы и, воссоединившись с кузиной, которую не видел с юных лет, оставил её под опекой своей давней подруги с поверхности по имени Бетти Прентисс. Под присмотром Прентисс Нэморита посещала школу и колледж, а после смерти Бетти взяла её фамилию. Сама Нэморита была наставником инопланетянина Вундарра, и когда тот достиг зрелости в качестве Водолея, ненадолго присоединилась к его духовному движению, Детям Воды.
Когда над Землёй нависла инопланетная угроза в лице Терракса, Нэморита и другие сверхлюди победили его и решили объединиться, сформировав команду Новые Воины. Во время совместной жизни с Воинами Нэморита с ужасом узнала тайну своего происхождения. Нэмор утешил её, после чего девушка отпустила своё горе и влюбилась в товарища по команде Нову, а также приняла более примитивную и могущественную форму атлантки. В дальнейшем она вернулась к своему первоначальному состоянию и рассталась с Новой, а затем начала встречаться с Человеком-факелом из Фантастической четвёрки, однако их отношения также подошли к концу. Нэмор оказал ей честь, сделав соправителем Атлантиды.
Во время телевизионного шоу в прямом эфире Новые Воины совершили рейд на здание, в котором проживали Ледяное сердце, Кобальт, Спидфрик, Нитро, недавно сбежавшие из тюрьмы Рафт. Нэморита последовала за Нитро и отбросила его в автобус. В то время как Нэморита начала насмехаться над ним, Нитро заявил, что не принадлежит к числу «неудачников», с которыми она привыкла иметь дело, после чего устроил мощный взрыв, что привело к смерти Нэмориты, Ночного Громилы, Микроба, Кобальта, Спидфрика, Ледяного сердца, всех детей из соседней начальной школы и жителей окрестностей. Это привело к началу Гражданской войны супергероев.

## Силы и способности
Нэморита — генетически изменённый клон Нэморы, члена эволюционного ответвления человеческой расы под названием Homo Mermanus. Силы Нэмориты исходят из её физиологии в качестве гибрида атлантов homo mermanus и мутантов homo superior. Таким образом, она обладает сверхчеловеческой силой и выносливостью, и все её физические характеристики увеличиваются при погружении в воду. Нэморита ослабевала по мере времяпровождения вне воды. Она была в состоянии обитать под водой и имела специально развитое зрение, которое дало ей способность ясно видеть в тёмных глубинах океана. У неё были ограниченные эмпатические отношения с Нэмором, и, как у него и её матери, у Нэмориты имелись крылья на лодыжках, которые давали ей возможность летать. В отличие от Нэморы и Нэмора, она обладала дополнительными способностями, которые, по всей видимости, были связаны с её эмоциональным состоянием, пробуждающим спящие гены атлантов. Она могла выделять едкую кислоту или парализующий токсин из своей кожи и обладала своего рода маскировкой осьминога. У Нэмориты была способность менять цвет своей кожи в качестве камуфляжа. Нэморита обучалась атлантским методам рукопашного боя и боя с оружием. Она говорит на английском, атлантическом и лемурийском языках. Иногда она носит боевые доспехи атлантов из неизвестного материала.

## Вне комиксов

### Телевидение
Би Джей Уорд озвучила Нэмориту в эпизоде «Гнев Подводника» мультсериала «Человек-паук» (1981). Она заболевает из-за загрязнений, вызванными Кингпином.

### Видеоигры
- Эйприл Стюарт озвучила Нэмориту в игре Marvel: Ultimate Alliance (2006)[13]. После захвата Атлантиды и пленения её кузена Нэмора она посылает сигнал бедствия. Пока Нэмор ранен, она выступает проводником на уровнях Атлантиды. У неё есть особый диалог с Человеком-льдом.
- Нэморита появляется в игре Marvel: Ultimate Alliance 2 (2006), где её вновь озвучила Стюарт[13]. Нэморита побеждает Нитро, после чего тот взрывается, дабы избежать захвата.

## Критика
Comic Book Resources поместил Нэмориту на 6-е место среди «10 сильнейших женщин-героев Marvel», на 5-е место среди «10 худших членов Фантастической четвёрки», а также на 22-е место среди «25 сильнейших членов Фантастической четвёрки». Screen Rant поместил Нэмориту на 4-е место среди «10 самых сильных водяных персонажей Marvel».